# Hildegard Koop
Hildegard „Hilde“ Koop (* 26. Mai 1921 in Bremen als Hildegard Aumann; † 22. März 2008 in Eitorf) war eine deutsche Turnerin.

## Karriere
Hildegard Koop wurde bei den Olympischen Spielen 1952 in Helsinki mit der deutschen Mannschaft Fünfte im Mannschaftsmehrkampf und Vierte in der Gruppengymnastik. Ihr bestes Einzelresultat erzielte sie mit Rang 44 im Sprung.